# B12
B12はイギリスのテクノバンドである。メンバーはマイク・ゴールディング(Mike Golding)およびスティーヴ・ラッター(Steve Rutter)の2名。エレクトロニカ、IDMの曲をリリースしている。
B12がテクノシーンで最初に注目を集めたのは、1992年にワープ・レコーズからリリースされたコンピレーションアルバム「アーティフィシャル・インテリジェンス」（AI）である。その後AIシリーズの一連のリリースの中、1993年にファーストアルバム「Electro Soma」をリリースした。
1996年にセカンドアルバム「Time Tourist」、1998年にシングル「3EP」をワープ・レコーズからリリースした後、自分達のレーベルからのリリース活動に専念するようになった。

## 別名義
B12は以下の名義でも曲をリリースしている。
- Musicology
- Redcell
- Cmetric

## ディスコグラフィー
アルバム
- Electro Soma（1993年）
- Time Tourist（1996年）

シングル
- 3EP（1998年）